# Кошелевка (Красиловский район)
Кошелевка (укр. Кошелівка) — село в Красиловском районе Хмельницкой области Украины.
Население по переписи 2001 года составляло 431 человек. Почтовый индекс — 31033. Телефонный код — 3855. Занимает площадь 1,054 км². Код КОАТУУ — 6822787006.

## Местный совет
31033, Хмельницкая обл., Красиловский р-н, с. Кошелевка, ул. Молодёжная